# Plurien
Plurien – to miejscowość i gmina we Francji, w regionie Bretania, w departamencie Côtes-d’Armor.
Według danych na rok 1990 gminę zamieszkiwało 1289 osób, a gęstość zaludnienia wynosiła 60 osób/km² (wśród 1269 gmin Bretanii Plurien plasuje się na 477. miejscu pod względem liczby ludności, natomiast pod względem powierzchni na miejscu 466.).